# Slezské gymnázium
Slezské gymnázium, Opava, p. o. je mladší ze dvou gymnázií v Opavě. Oficiálně vzniklo 1. srpna 1993 z civilní větve Vojenského gymnázia Jana Žižky z Trocnova. Název Slezské gymnázium nese škola od roku 2002.
Jedná se o veřejnou školu, která poskytuje ve čtyřletém studijním cyklu úplné střední vzdělání. Škola navázala úzkou spolupráci se Slezskou univerzitou a v roce 2004 získala status univerzitního gymnázia. Ve stejném roce vzniklo při škole jazykové centrum, které nabízí cizojazyčné kurzy studentům školy i veřejnosti.
Roku 2007 také došlo k přestěhování školy z úřednického areálu na Krnovské ulici do zrekonstruovaných secesních budov na křižovatce ulic Komenského, Zámecký okruh a Těšínská.
Roku 2016 byla škola v soutěži Gympl roku hlasy studentů i absolventů vyhlášena za nejlepší gymnázium roku v rámci Moravskoslezského kraje. Slezské gymnázium je zapojeno mezinárodního studijního programu Erasmus+. Dále se škola angažuje v projektu spolupráce s dětmi se zdravotním postižením z MŠ Eliška a studenti školy provozují vlastní televizní kanál Televize SGO.